# Wahlkreis Bouches-du-Rhône IV
Der Wahlkreis Bouches-du-Rhône IV ist seit 1986 ein Wahlkreis (französisch circonscription électorale) für die französische Nationalversammlung. Er umfasst einen Teil der Gemeinde Marseille (Arrondissements: 1., 2., 3., Teil des 5. Arrondissements und Teil des 6. Arrondissements). 

## Ergebnisse

### Parlamentswahl 2002
| Kandidaten                                                            | Kandidaten             | Parteien                                                                 | 1. Wahlgang | 1. Wahlgang | 2. Wahlgang | 2. Wahlgang |
| Kandidaten                                                            | Kandidaten             | Parteien                                                                 | Stimmen     | %           | Stimmen     | %           |
| --------------------------------------------------------------------- | ---------------------- | ------------------------------------------------------------------------ | ----------- | ----------- | ----------- | ----------- |
|                                                                       | Frédéric Dutoitgewählt | COM – Parti communiste français                                          | 6.163       | 25,9        | 13.272      | 64,8        |
|                                                                       | Jean-Pierre Baumann    | FN – Front national                                                      | 5.824       | 24,4        | 7.208       | 35,2        |
|                                                                       | Patrick Mennucci       | SOC – Parti socialiste                                                   | 4.280       | 18,0        |             |             |
|                                                                       | François Franceschi    | UMP – Rassemblement pour la France/Union pour la majorité présidentielle | 3.956       | 16,6        |             |             |
|                                                                       | Karim Zéribi           | PREP – Pôle républicain                                                  | 1.021       | 4,3         |             |             |
|                                                                       | Hubert Savon           | MNR – Mouvement national républicain                                     | 912         | 3,8         |             |             |
|                                                                       | Patrice Daude          | ECO – Le Trèfle – Les nouveaux écologistes                               | 340         | 1,4         |             |             |
|                                                                       | Marion Millo           | LCR – Ligue communiste révolutionnaire                                   | 306         | 1,3         |             |             |
|                                                                       | André Pibarot          | DVD – Rassemblement gaulliste provençal                                  | 254         | 1,1         |             |             |
|                                                                       | Sylvie Moyen           | LO – Lutte Ouvrière                                                      | 183         | 0,8         |             |             |
|                                                                       | Philippe Gerbaud       | ECO – Renouveau écologique                                               | 151         | 0,6         |             |             |
|                                                                       | Florence Morini        | CPNT – Chasse, pêche, nature et traditions                               | 135         | 0,6         |             |             |
|                                                                       | Jacques Lhuillier      | DVD – Centre national des indépendants et paysans                        | 89          | 0,4         |             |             |
|                                                                       | Pâquerette Pecoraro    | ECO – Mouvement écologiste indépendant                                   | 83          | 0,3         |             |             |
|                                                                       | Gwenaëlle Turbant      | ECO – Génération écologie                                                | 74          | 0,3         |             |             |
|                                                                       | Edith Giroux           | EXG – Parti des travailleurs                                             | 62          | 0,3         |             |             |
|                                                                       | Joëlle Boulay          | VEC – Les Verts                                                          | 0           | 0,0         |             |             |
|                                                                       | Slim Matmati           | DIV – Unabh.                                                             | 0           | 0,0         |             |             |
| Gesamt                                                                | Gesamt                 | Gesamt                                                                   | 23.833      | 100         | 20.480      | 100         |
|                                                                       |                        |                                                                          |             |             |             |             |
| Ungültige Stimmen                                                     | Ungültige Stimmen      | Ungültige Stimmen                                                        | 330         | 1,4         | 950         | 4,4         |
| Wähler                                                                | Wähler                 | Wähler                                                                   | 24.163      | 56,4        | 21.430      | 50,0        |
| Wahlberechtigte                                                       | Wahlberechtigte        | Wahlberechtigte                                                          | 42.843      |             | 42.836      |             |
|                                                                       |                        |                                                                          |             |             |             |             |
| Quellen: Innenministerium, Ergebnis – Assemblée nationale, Kandidaten |                        |                                                                          |             |             |             |             |

### Parlamentswahl 2007
| Kandidaten               | Kandidaten            | Parteien                                                      | 1. Wahlgang | 1. Wahlgang | 2. Wahlgang | 2. Wahlgang |
| Kandidaten               | Kandidaten            | Parteien                                                      | Stimmen     | %           | Stimmen     | %           |
| ------------------------ | --------------------- | ------------------------------------------------------------- | ----------- | ----------- | ----------- | ----------- |
|                          | Henri Jibrayelgewählt | SOC – Parti socialiste                                        | 6.355       | 25,8        | 13.224      | 57,4        |
|                          | Bernard Susini        | UMP – Union pour un mouvement populaire                       | 6.249       | 25,4        | 9.812       | 42,6        |
|                          | Frédéric Dutoit       | COM – Parti communiste français                               | 4.668       | 19,0        |             |             |
|                          | Karim Zéribi          | DVG – La nouvelle gauche                                      | 2.748       | 11,2        |             |             |
|                          | Jean-Pierre Baumann   | FN – Front national                                           | 2.075       | 8,4         |             |             |
|                          | Slimane Azzoug        | UDFD – Union pour la démocratie française/Mouvement démocrate | 690         | 2,8         |             |             |
|                          | Christophe Jerez      | MPF – Mouvement pour la France                                | 308         | 1,3         |             |             |
|                          | Joëlle Boulay         | VEC – Les Verts                                               | 284         | 1,2         |             |             |
|                          | Michel Gruselle       | EXG – Unabh. (PCF Dissident)                                  | 254         | 1,0         |             |             |
|                          | Eméa Vlaemynck        | ECO – Le Trèfle – Les nouveaux écologistes                    | 222         | 0,9         |             |             |
|                          | Hubert Savon          | EXD – Mouvement national républicain                          | 202         | 0,8         |             |             |
|                          | Hassani Saïd          | ECO – Génération écologie                                     | 159         | 0,6         |             |             |
|                          | Sylvie Moyen          | EXG – Lutte Ouvrière                                          | 152         | 0,6         |             |             |
|                          | André Pibarot         | DVD – Union de la droite républicaine                         | 124         | 0,5         |             |             |
|                          | Régine Seren          | DIV – La France en action                                     | 62          | 0,3         |             |             |
|                          | Raoul Cayol           | DVD – Debout la République                                    | 60          | 0,2         |             |             |
|                          | Marcelle Keller       | DIV – Rassemblement pour initiative citoyenne                 | 2           | 0,0         |             |             |
| Gesamt                   | Gesamt                | Gesamt                                                        | 24.614      | 100         | 23.036      | 100         |
|                          |                       |                                                               |             |             |             |             |
| Ungültige Stimmen        | Ungültige Stimmen     | Ungültige Stimmen                                             | 359         | 1,4         | 1.001       | 4,2         |
| Wähler                   | Wähler                | Wähler                                                        | 24.973      | 52,0        | 24.037      | 50,0        |
| Wahlberechtigte          | Wahlberechtigte       | Wahlberechtigte                                               | 48.055      |             | 48.045      |             |
|                          |                       |                                                               |             |             |             |             |
| Quelle: Innenministerium |                       |                                                               |             |             |             |             |

### Parlamentswahl 2012
| Kandidaten               | Kandidaten               | Parteien                                         | 1. Wahlgang | 1. Wahlgang | 2. Wahlgang | 2. Wahlgang |
| Kandidaten               | Kandidaten               | Parteien                                         | Stimmen     | %           | Stimmen     | %           |
| ------------------------ | ------------------------ | ------------------------------------------------ | ----------- | ----------- | ----------- | ----------- |
|                          | Patrick Mennuccigewählt  | SOC – Parti socialiste                           | 10.135      | 33,3        | 19.163      | 70,5        |
|                          | Marie-Claude Aucouturier | FN – Front national                              | 4.356       | 14,3        | 8.015       | 29,5        |
|                          | Solange Biaggi           | UMP – Union pour un mouvement populaire          | 4.253       | 14,0        |             |             |
|                          | Lisette Narducci         | DVG – Unabh.                                     | 4.135       | 13,6        |             |             |
|                          | Marie-José Cermolacce    | FG – Front de gauche (Parti communiste français) | 3.414       | 11,2        |             |             |
|                          | Sébastien Barles         | VEC – Europe Écologie Les Verts                  | 1.882       | 6,2         |             |             |
|                          | Mohamed El Rharbaye      | DVG – Unabh.                                     | 604         | 2,0         |             |             |
|                          | Sophie Goy               | CEN – Mouvement démocrate                        | 354         | 1,2         |             |             |
|                          | Farid Soilihi            | ECO – Alliance écologiste indépendante           | 290         | 1,0         |             |             |
|                          | Bernard Talles           | ECO – Le Trèfle – Les nouveaux écologistes       | 216         | 0,7         |             |             |
|                          | Omar Djellil             | AUT – Unabh.                                     | 198         | 0,6         |             |             |
|                          | Thierry Noël             | AUT – Unabh.                                     | 159         | 0,5         |             |             |
|                          | Kévin Vacher             | EXG – Nouveau Parti anticapitaliste              | 158         | 0,5         |             |             |
|                          | Gérald Ubaud             | DVD – Debout la République                       | 110         | 0,4         |             |             |
|                          | Rémy Bazzali             | EXG – Lutte Ouvrière                             | 77          | 0,3         |             |             |
|                          | Mihdhoir Ibrahima Said   | AUT – Solidarité et progrès                      | 65          | 0,2         |             |             |
|                          | Victor Villodre          | EXG – Parti ouvrier indépendant                  | 64          | 0,2         |             |             |
|                          | Hamoud Benani            | DVG – Unabh.                                     | 0           | 0,0         |             |             |
| Gesamt                   | Gesamt                   | Gesamt                                           | 30.470      | 100         | 27.178      | 100         |
|                          |                          |                                                  |             |             |             |             |
| Ungültige Stimmen        | Ungültige Stimmen        | Ungültige Stimmen                                | 394         | 1,3         | 1.339       | 4,7         |
| Wähler                   | Wähler                   | Wähler                                           | 30.864      | 52,6        | 28.517      | 48,6        |
| Wahlberechtigte          | Wahlberechtigte          | Wahlberechtigte                                  | 58.700      |             | 58.696      |             |
|                          |                          |                                                  |             |             |             |             |
| Quelle: Innenministerium |                          |                                                  |             |             |             |             |

### Parlamentswahl 2017
| Kandidaten               | Kandidaten                | Parteien                                                                          | 1. Wahlgang | 1. Wahlgang | 2. Wahlgang | 2. Wahlgang |
| Kandidaten               | Kandidaten                | Parteien                                                                          | Stimmen     | %           | Stimmen     | %           |
| ------------------------ | ------------------------- | --------------------------------------------------------------------------------- | ----------- | ----------- | ----------- | ----------- |
|                          | Jean-Luc Mélenchongewählt | FI – La France insoumise                                                          | 8.460       | 34,3        | 11.912      | 59,8        |
|                          | Corinne Versini           | REM – La République en marche                                                     | 5.587       | 22,7        | 7.992       | 40,2        |
|                          | Patrick Mennucci          | SOC – Parti socialiste                                                            | 3.065       | 12,4        |             |             |
|                          | Jeanne Marti              | FN – Front national                                                               | 2.692       | 10,9        |             |             |
|                          | Solange Biaggi            | LR – Les Républicains                                                             | 2.621       | 10,6        |             |             |
|                          | Lydie Gandon              | ECO – Confédération pour l’homme, l’animal et la planète (MÉI – Le Trèfle – MHAN) | 409         | 1,7         |             |             |
|                          | Jean Kergomard            | DVG – Nouvelle Donne                                                              | 221         | 0,9         |             |             |
|                          | Halidi Aboubacar          | DVG – Mouvement 100 % (AÉI – Sonst.)                                              | 200         | 0,8         |             |             |
|                          | Zita Etoundi              | DIV – Unabh.                                                                      | 194         | 0,8         |             |             |
|                          | Nora Akhazzane            | DIV – Unabh.                                                                      | 191         | 0,8         |             |             |
|                          | Isabelle Bonnet           | EXG – Lutte Ouvrière                                                              | 178         | 0,7         |             |             |
|                          | Mohamed Naïli             | DIV – Union populaire républicaine                                                | 155         | 0,6         |             |             |
|                          | Cyril Bret                | DIV – Parti animaliste                                                            | 148         | 0,6         |             |             |
|                          | Gabriel Duplaix           | DLF – Debout la France                                                            | 147         | 0,6         |             |             |
|                          | Ferdinand Richard         | DVG – Mouvement des progressistes                                                 | 133         | 0,5         |             |             |
|                          | Martine Carpentier        | EXD – Union des patriotes (Souveraineté, identité et libertés)                    | 111         | 0,5         |             |             |
|                          | Léo-Hassan Tahiri         | DIV – Unabh.                                                                      | 89          | 0,4         |             |             |
|                          | Julie Bouhet-Massiani     | REG – Régions et peuples solidaires                                               | 37          | 0,2         |             |             |
|                          | Jean-Victor Shilling-Ford | DIV – Unabh.                                                                      | 23          | 0,1         |             |             |
|                          | Selma Boudouaya           | DVD – Unabh.                                                                      | 0           | 0,0         |             |             |
| Gesamt                   | Gesamt                    | Gesamt                                                                            | 24.661      | 100         | 19.904      | 100         |
|                          |                           |                                                                                   |             |             |             |             |
| Leere Stimmzettel        | Leere Stimmzettel         | Leere Stimmzettel                                                                 | 304         | 1,2         | 1.061       | 5,3         |
| Ungültige Stimmzettel    | Ungültige Stimmzettel     | Ungültige Stimmzettel                                                             | 193         | 0,8         | 389         | 2,0         |
| Wähler                   | Wähler                    | Wähler                                                                            | 25.158      | 42,1        | 19.904      | 33,3        |
| Wahlberechtigte          | Wahlberechtigte           | Wahlberechtigte                                                                   | 59.698      |             | 59.685      |             |
|                          |                           |                                                                                   |             |             |             |             |
| Quelle: Innenministerium |                           |                                                                                   |             |             |             |             |

### Parlamentswahl 2022
| Kandidaten               | Kandidaten            | Parteien                                                                   | 1. Wahlgang | 1. Wahlgang | 2. Wahlgang | 2. Wahlgang |
| Kandidaten               | Kandidaten            | Parteien                                                                   | Stimmen     | %           | Stimmen     | %           |
| ------------------------ | --------------------- | -------------------------------------------------------------------------- | ----------- | ----------- | ----------- | ----------- |
|                          | Manuel Bompardgewählt | NUP – Nouvelle union populaire écologique et sociale (La France insoumise) | 13.871      | 56,0        | 17.118      | 73,9        |
|                          | Najat Akodad          | ENS – Ensemble ! (La République en marche)                                 | 3.683       | 14,9        | 6.040       | 26,1        |
|                          | Julien Tellier        | RN – Rassemblement National                                                | 2.396       | 9,7         |             |             |
|                          | Solange Biaggi        | LR – Les Républicains                                                      | 1.176       | 4,8         |             |             |
|                          | Sandrine Rastit       | REC – Reconquête                                                           | 910         | 3,7         |             |             |
|                          | Elisabeth Vincetti    | ECO – Tous unis pour le vivant (MÉI – Le Trèfle – MHAN – Sonst.)           | 723         | 2,9         |             |             |
|                          | Miloud Boualem        | DVC – Unabh. (MoDem Dissident)                                             | 434         | 1,8         |             |             |
|                          | Kaouther Ben Mohamed  | DIV – Unabh.                                                               | 362         | 1,5         |             |             |
|                          | Wally Tirera          | ECO – Écologie au centre                                                   | 292         | 1,2         |             |             |
|                          | Isabelle Bonnet       | DXG – Lutte Ouvrière                                                       | 269         | 1,1         |             |             |
|                          | Majid Bensaid         | DIV – Union des démocrates musulmans français                              | 213         | 0,9         |             |             |
|                          | Mathilde Heuguet      | ECO – Parti animaliste                                                     | 201         | 0,8         |             |             |
|                          | Martine Dupuy         | DXG – Parti ouvrier indépendant démocratique                               | 142         | 0,6         |             |             |
|                          | Léa Manicacci         | REG – Régions et peuples solidaires                                        | 80          | 0,3         |             |             |
| Gesamt                   | Gesamt                | Gesamt                                                                     | 24.752      | 100         | 23.158      | 100         |
|                          |                       |                                                                            |             |             |             |             |
| Leere Stimmzettel        | Leere Stimmzettel     | Leere Stimmzettel                                                          | 329         | 1,3         | 882         | 3,6         |
| Ungültige Stimmzettel    | Ungültige Stimmzettel | Ungültige Stimmzettel                                                      | 134         | 0,5         | 371         | 1,5         |
| Wähler                   | Wähler                | Wähler                                                                     | 25.215      | 38,8        | 24.411      | 37,6        |
| Wahlberechtigte          | Wahlberechtigte       | Wahlberechtigte                                                            | 64.937      |             | 64.943      |             |
|                          |                       |                                                                            |             |             |             |             |
| Quelle: Innenministerium |                       |                                                                            |             |             |             |             |

### Parlamentswahl 2024
| Kandidaten               | Kandidaten            | Parteien                                           | Stimmen | %    |
| ------------------------ | --------------------- | -------------------------------------------------- | ------- | ---- |
|                          | Manuel Bompardgewählt | UG – Nouveau Front populaire (La France insoumise) | 26.712  | 67,5 |
|                          | Aurélie Quinquis      | RN – Rassemblement National                        | 5.973   | 15,1 |
|                          | Malika Torchi         | ENS – Ensemble pour la République (Renaissance)    | 4.370   | 11,0 |
|                          | Carime Igo            | LR – Les Républicains                              | 830     | 2,1  |
|                          | Anthony Demont        | ECO – Unabh.                                       | 723     | 1,8  |
|                          | Florian Trevisan      | REC – Reconquête                                   | 323     | 0,8  |
|                          | Isabelle Bonnet       | EXG – Lutte Ouvrière                               | 256     | 0,6  |
|                          | Leila Behairi         | ECO – Équinoxe                                     | 204     | 0,5  |
|                          | Stéphane Pernice      | EXG – Parti des travailleurs                       | 178     | 0,4  |
|                          | Kylian Visage         | DIV – Unabh.                                       | 11      | 0,0  |
|                          | Léa Ferrandi          | REG – Unabh.                                       | 1       | 0,0  |
|                          | Eva-Françoise Faye    | DVG – Unabh.                                       | 0       | 0,0  |
| Gesamt                   | Gesamt                | Gesamt                                             | 39.581  | 100  |
|                          |                       |                                                    |         |      |
| Leere Stimmzettel        | Leere Stimmzettel     | Leere Stimmzettel                                  | 459     | 1,1  |
| Ungültige Stimmzettel    | Ungültige Stimmzettel | Ungültige Stimmzettel                              | 308     | 0,8  |
| Wähler                   | Wähler                | Wähler                                             | 40.348  | 59,9 |
| Wahlberechtigte          | Wahlberechtigte       | Wahlberechtigte                                    | 67.303  |      |
|                          |                       |                                                    |         |      |
| Quelle: Innenministerium |                       |                                                    |         |      |